# Ненад Шулава
Ненад Шулава (хорв. Nenad Šulava; нар. 25 грудня 1962, Осієк) – хорватський шахіст, гросмейстер від 2000 року.

## Шахова кар'єра
1982 року представляв Югославію на чемпіонаті світу серед юніорів (у Копенгагені) і Європи (Гронінген) у категорії до 20 років, найкращий результат показавши на першому з них, де поділив 8-11 місце (разом з Ларсом Шандорффом, Йоханом Хьяртарсоном і Ніязом Муршедом). Того ж року переміг на круговому турнірі серед юніорів у Гамбурзі. На початку 2000-х років належав до когорти провідних хорватських шахістів, двічі (2000, 2002), взявши участь у шахових олімпіадах, а також (2003) у командній першості Європи.
Досягнув низки успіхів у міжнародних турнірах, зокрема, перемігши або поділивши 1-ше місце в таких містах, як:
- 1996 – Відень, Мілан (разом з Мішо Цебало),
- 1997 – Тосколано (разом з Джуліо Борго і Сеноном Франко),
- 2000 – Пакш,
- 2001 – Каїр (разом із, зокрема, Ігорсом Раусісом, Драженом Сермеком, Олексієм Барсовим, Сергієм Каспаровим, Азером Мірзоєвим, Олександром Фоміних), Єр (разом з Александиром Делчевим),
- 2002 – Імперія (разом із, зокрема, Мілошем Їровським і Александиром Делчевим), Ніцца (разом з Андрієм Щекачовим),
- 2003 – Монте-Карло, Кортіна-д'Ампеццо (разом з Ігорем Єфімовим і Аркадієм Ротштейном),
- 2004 – Пула (разом із, зокрема, Огнєном Цвітаном, Робертом Зелчичем, Мікеле Годеною, Хрвоє Стевичем і Бояном Кураїцою), Кортіна-д'Ампеццо (разом з Владіміром Костичем і Миролюбом Лазичем),
- 2005 – Оміш, Азіаго, Авіньйон (разом з Лораном Гідареллі), Ніцца (разом з Миролюбом Лазичем і Джозефом Санчесом),
- 2006 – Монтекатіні-Терме (разом з Мануелем Апісельєю), Базель (разом з Вадимом Малахатьком), Ніцца – двічі (одноосібно та разом з Богомилом Андоновим), Імперія (разом з Річардом Бьолеком),
- 2007 – Імперія, Ніцца,
- 2008 – Мантон, Женева (разом з Хішамом Хамдуші).

Найвищий рейтинг Ело в кар'єрі мав станом на 1 липня 2002 року, досягнувши 2556 очок займав тоді 6-те місце серед хорватських шахістів.

## Зміни рейтингу
| На цьому місці має відображатися графік чи діаграма, однак з технічних причин його відображення наразі вимкнено. Будь ласка, не видаляйте код, який викликає це повідомлення. Розробники вже працюють для того, щоби відновити штатне функціонування цього графіка або діаграми. | |
| | На цьому місці має відображатися графік чи діаграма, однак з технічних причин його відображення наразі вимкнено. Будь ласка, не видаляйте код, який викликає це повідомлення. Розробники вже працюють для того, щоби відновити штатне функціонування цього графіка або діаграми. |